# Niceto Pérez (Cuba)
Niceto Pérez es uno de los municipios más occidentales de la Provincia de Guantánamo, en Cuba. 
Posee una extensión territorial de 633 km² y una población estimada al 2017 de 16 553 habitantes, lo que representa una densidad de 26,16 hab/km². La cabecera del municipio es la localidad de Niceto Pérez, que se encuentra a una altitud de 60 m s. n. m..
Limita al oeste con la Provincia de Santiago de Cuba, al norte con el municipio de El Salvador, al este con los municipios de Guantánamo y Caimanera y al sur con el Mar Caribe.
El nombre del municipio conmemora a Niceto Pérez García, símbolo de la lucha de los campesinos en defensa de sus tierras. En 1979 fue declarado Monumento Nacional y Sitio Histórico el lugar donde fue asesinado.